# Acacia aneura
Acacia aneura é uma espécie de leguminosa do gênero Acacia, pertencente à família Fabaceae.